# Douglas Hofstadter
Douglas Richard Hofstadter (New York, 15 febbraio 1945) è un saggista, filosofo, scienziato cognitivo e docente universitario statunitense.

## Biografia
Figlio del Premio Nobel per la fisica Robert Hofstadter, si laureò in matematica all'Università di Stanford e conseguì il Ph.D. in fisica nel 1975 presso l'Università dell'Oregon. Ha insegnato informatica all'Università dell'Indiana di Bloomington e al laboratorio di Intelligenza Artificiale del Massachusetts Institute of Technology (MIT). Attualmente insegna Informatica e Scienza cognitiva al dipartimento di Psicologia dell'Università dell'Indiana, dove è anche incaricato di storia e filosofia della scienza e di letteratura comparata. Nei suoi studi, Hofstadter si è interessato soprattutto di intelligenza artificiale e attualmente le sue ricerche sono concentrate sui modelli percettivi di livello superiore, sul pensiero analogico e sulla creatività.
La sua opera più nota, Gödel, Escher, Bach: un'eterna ghirlanda brillante (pubblicata nel 1979 e vincitrice nel 1980 del Premio Pulitzer per la saggistica e del National Book Award), ha spinto numerosi studenti a dedicarsi all'intelligenza artificiale e allo studio della logica nell'ambito della comprensione del cervello umano, in particolare nell'ambito della separabilità delle funzioni simboliche superiori rispetto al loro sostrato fisico. Quest'opera, che ha reso Hofstadter un "guru" della divulgazione scientifica, contiene inoltre notevoli risvolti filosofici, apprezzati a livello mondiale. In questo lavoro Hofstadter espone la sua visione della coscienza umana, che sarebbe il risultato di un gran numero di operazioni effettuate sulla base di algoritmi in maniera analoga a quanto avviene in un computer. L'opera è inoltre una mirabile divulgazione, fatta in modo rigoroso ma accessibile anche ai non matematici, dei teoremi di incompletezza di Godel.
Le sue altre principali pubblicazioni sono: L'Io della mente (con Daniel Dennett) (1981); Metamagical Themas (1985); Concetti fluidi e analogie creative (1995); Le Ton beau de Marot (1997), incentrato sui problemi della traduzione, illustrati con particolare riferimento alla traduzione della poesia di Clément Marot "Ma Mignonne"; e Anelli nell'io (2007), che riprende i temi legati alla definizione di cosa sia un "io" associandolo alla capacità di un sistema di poter fare un "loop" su sé stesso. Nel 2015 è uscito Superfici ed Essenze: l'analogia come cuore pulsante del pensiero (Codice Edizioni) scritto a quattro mani con Emmanuel Sander.
Hofstadter si sposò nel 1985 con Carol Ann Brush (nata a Linton nell'Indiana nel 1951), grande appassionata e studiosa della cultura italiana (la madre era di origini campane). Nel 1988 nacque Danny e nel 1991, Monica. Nel 1993 Carol morì per l'improvviso manifestarsi di un tumore al cervello (glioblastoma multiforme). Di questo tragico fatto si avverte la dolorosa presenza in gran parte del libro Anelli nell'io. Il libro, peraltro, è proprio dedicato alla ricerca dell'essenza e dell'origine della consapevolezza che un vivente ha di se stesso e le conclusioni di Hofstadter sono, in senso umano, molto negative: non solo la Terra e l'Uomo non sono al centro dell'Universo, ma la stessa autoconsapevolezza non è altro che la conseguenza di un meccanico loop ripetitivo simile, in sostanza, allo specchio. Dunque, nulla di eccezionale. Naturalmente non tutti sono d'accordo. Per esempio Martin Gardner: «Sebbene il nostro DNA sia quasi identico a quello di uno scimpanzé, non c'è modo di insegnare il calcolo differenziale ad uno scimpanzé e neppure di fargli capire la radice quadrata di 2. Certamente devono esserci verità che sono tanto al di là della nostra comprensione quanto la nostra comprensione è al di là di quella di una mucca».
Hofstadter, che fin da giovanissimo si è sentito vicino agli ideali del vegetarismo, è vegano:«[...] Ancora una volta non potei fare a meno di chiedermi: "Chi c'era stato un tempo dentro quella testa? Chi aveva vissuto lì? Chi aveva guardato attraverso quegli occhi, sentito con quelle orecchie? Chi era stato davvero questo pezzo di carne? Era un maschio o una femmina?". Non ottenni alcuna risposta, ovviamente [...]».
Hofstadter è un appassionato di lingue: oltre alla sua lingua madre, parla quasi perfettamente italiano  e francese. Conosce molto bene anche il tedesco, il russo, lo spagnolo, lo svedese, il cinese mandarino, l'olandese, il polacco e l'hindi. A casa, con i suoi figli, la lingua parlata è l'italiano. Hofstadter ritiene che la traduzione sia un ambiente molto interessante per verificare la creatività e si è spesso dedicato in prima persona a tradurre o ritradurre alcune opere: l'Eugenio Onegin di Aleksandr Puskin e la novella di Françoise Sagan La Chamade, uscita nella primavera 2009 con il titolo That Mad Ache ("Mad Ache" è naturalmente un anagramma di "Chamade") insieme a un saggio di un centinaio di pagine (Translator, Trader: An Essay) stampato con una propria copertina dall'altro lato del libro. Ha anche tradotto in inglese il romanzo La scoperta dell'alba di Walter Veltroni.
Nell'aprile 2009 Hofstadter è stato eletto membro della American Academy of Arts and Sciences e della American Philosophical Society. Nel giugno 2011 viene premiato a Pistoia con il Leoncino d'Oro per le sue ricerche.

## Opere
- Gödel, Escher, Bach: Un'eterna ghirlanda brillante: una fuga metaforica su menti e macchine nello spirito di Lewis Carroll [Gödel, Escher, Bach: an Eternal Golden Braid], edizione italiana a cura di Giuseppe Trautteur, Milano, Adelphi, 1984  [1979], SBN CAG2047341.
- Douglas Hofstadter e Daniel Dennett, L'io della mente: fantasie e riflessioni sul sé e sull'anima [The Mind's I: Fantasies and Reflections on Self and Soul], traduzione di Giuseppe Longo, edizione italiana a cura di Giuseppe Trautteur, Milano, Adelphi, 1985  [1981], SBN CFI0098761.
- (EN) Metamagical Themas: Questing for the Essence of Mind and Patern, New York, Basic Books, 1985, ISBN 0-465-04540-5.
- Ambigrammi: un microcosmo ideale per lo studio della creatività, traduzione di Fulvio Salvadori, Firenze, Hopefulmonster, 1987, ISBN 88-7757-006-7.
- Douglas R. Hofstadter e Gruppo di ricerca sulle analogie fluide, Concetti fluidi e analogie creative: modelli per calcolatore dei meccanismi fondamentali del pensiero [Fluid Concepts and Creative Analogies], traduzione di Massimo Corbò, Isabella Giberti, Maurizio Codogno, Milano, Adelphi, 1996  [1995], ISBN 88-459-1252-3.
- (EN) Rhapsody on a Theme by Clement Marot, Cedar City, Grace A. Tanner Center for Human Values, 1995, ISBN 0-910153-11-6.
- (EN) Le Ton beau de Marot: In Praise of the Music of Language, New York, Basic Books, 1997, ISBN 0-465-08643-8.
- (EN) For the Love of Line and Pattern: Studies Inspired by Alphabets and Music (catalogo della mostra), Columbus, Hopkins Hall Gallery & Corridor, Ohio State University, 1999, OCLC 43535661.
- (EN) Aleksandr Sergeevič Puškin, Eugene Onegin: a novel in verse, traduzione di Douglas Hofstadter, New York, Basic Books, 1999, ISBN 0-465-02094-1.
- Anelli nell'io [I Am a Strange Loop], Milano, Mondadori, 2008  [2007], ISBN 978-88-04-58309-7.
- Douglas Hofstadter e Emmanuel Sander, Superfici ed essenze: l'analogia come cuore pulsante del pensiero [Surfaces and essences], traduzione di Francesco Bianchini e Maurizio Codogno, Torino, Codice Edizioni, 2015  [2013], ISBN 978-88-75-78526-0.